# Zadąbrowie (powiat jarosławski)
Zadąbrowie – dawna osada w Polsce, w województwie podkarpackim, w powiecie jarosławskim, w gminie Radymno.
1 stycznia 2024 nazwa miejscowości została zniesiona.
W latach 1945–1954 roku istniała gmina Młyny. W latach 1975–1998 miejscowość położona była w województwie przemyskim.